# Диббле, Николас
Николас Эсекьель Диббле Аристимуньо (исп. Nicolás Ezequiel Dibble Aristimuño; 27 мая 1994 года, Колония-дель-Сакраменто) — уругвайский футболист,
нападающий клуба «Пласа Колония», выступающий на правах аренды в бразильском клубе «Витория» (Салвадор).

## Клубная карьера
Николас Диббле начинал свою карьеру футболиста в клубе «Пласа Колония» из своего родного города. 13 октября 2013 года он дебютировал за команду в рамках Второго дивизиона, выйдя в стартовом составе в гостевом матче против «Депортиво Мальдонадо». В дебютном сезоне Диббле провёл в рамках чемпионата 27 матчей и не забил ни одного мяча. Впервые он отметился голом лишь в следующем сезоне, принеся минимальную домашнюю победу своей команде над «Рочей» 22 декабря 2014 года.
В 2015 году «Пласа Колония» вышла в Примеру, что позволило Диббле дебютировать на высшем уровне. Произошло это 15 августа того же года в домашнем поединке против команды «Рентистас». А свой первый гол в рамках главной уругвайской лиги он забил спустя месяц, сравняв счёт в домашней игре с «Ривер Плейтом». В июле 2016 года Диббле на правах аренды перешёл в «Пеньяроль».